# Had Bouhssoussen
Had Bouhssoussen (en arabe : حد بوحسوسن) est une ville du Maroc. Elle est située dans la région de Béni Mellal-Khénifra.